# Nizam DRedd
マメタリエフ・ニザム・ルスラノヴィチ（カザフスタンのラップアーティスト、ウイグル系の出自）は、芸名ニザム・DReddやDReddとしても知られている（1989年8月1日生、アルマトイ、カザフSSR、ソ連出身）。
hip-hop.ruやInDaRnBなどのオンラインバトルに複数回参加しており、「Страха нет（恐れはない）」「Грусти по-счастливому（幸せな悲しみ）」などの楽曲で広く知られるようになった。
また、YouTubeチャンネル「MNC Motivation」の創設者および運営者でもある。

## バイオグラフィー
ニザム・マメタリエフは1989年8月1日にアルマトイで生まれた。
父親のルスラン・マメタリエフはウイグル人、母親のアニサト・マメタリエワはラチ族である。少年時代からラップに興味を持ち、アルマトイ市の第69中学校で9年生まで学びながら、スポーツにも積極的に取り組み、試合にも参加していた。
2013年10月、アルマトイ市で開催されたアームレスリング大会において、200人以上の参加者の中からニザムはスーパーヘビー級（100kg超）で優勝し、アルマトイ市のチャンピオンとなった。
中等教育修了後、「建築・デザイン・エンジニアリングカレッジ」に入学し、2009年に卒業。
2010年にはビデオグラフィーに取り組み始め、後にトヨタ、レクサス、コカ・コーラ、Visa、Servier、Abbottなどの大手ブランドのCMを制作。
音楽活動を始める際、「DRedd」という芸名を名乗るようになる。ニザムによれば、「DRedd」は彼の「内なる声」であるという。
彼の音楽はソーシャルネットワークを通じて広まり、初期の代表作のひとつは「Города（都市）」である。その後、カザフスタンだけでなく、他のポストソビエト諸国でも知られるようになった。

## キャリア
音楽活動は2007年にアンダーグラウンドのバトルトラックから本格的に始まり、それ以前は映画に強い関心を持っており、これが創作活動へと繋がった。2010年10月29日に初めてコンサートで公演を行った故郷のアルマトイ市で。2016年には、ニザムはラップバトルSLOVO：カザフスタンの第2シーズンで審査員を務めた。ニザムの実績の中でも特筆すべきはプログラミング言語の習得であり、これにより2008年に自身のウェブサイト nizaika.ru を立ち上げた。このサイトは高いアクセス数を誇り、10年以上にわたって人気を集めた。サイトの運営期間中に約6万5千件の資料が公開されており、このプロジェクトの規模とその分野における大きな影響力を物語っている。

### 2007—2010年：始まり
2009年、GMSやOffsideといったアーティストとの出会いを経て、彼らと共にグループ「Almaty Legion」を結成する。グループ解散後、「Almaty Legion」のレーベル名はニザムに残る。2010年、ニザムは初のソロ・ミックステープ『Я против（ヤー・プロチフ、「私は反対」）』をリリースする。

### 2010—2012年：創作活動
2012年に、ショット（Shot）、デッサー（Dessar）、T1Oneなどが参加したミックステープ『Колонизация（コロニザーツィヤ、「植民化」）』をリリース。
この時期、彼は多くのラッパーとの対立や挑発を曲の中で行っていた。AL Hammer、Dessar、RZN Coast、Micfire [Mafyo]、Shot、Kто Proтив、T1one、Nagora、Chudo、Mr. Hyde、Lok Dog、Rem Digga、Dom1no、Elvira T、Tanir、Q-Fast、SD、El Pasoなどといったアーティストとのコラボ楽曲がこの時期に登場する。

### 2013—2016年：創作の方向転換
2013年から音楽活動が活発になり、多くのトラックが制作された。しかし、何らかの理由で一部のトラックは失われてしまった。
アルバム『Реабилитация（リハビリテーション）』は2015年にリリースされ、全24曲で構成されている。そのうちの半分はニザム自身のソロ作品である。「Давай, вставай!（さあ、立ち上がれ！）」「Моя свобода（私の自由）」「Кем мы были раньше（かつての私たち）」などの楽曲は、ニザムのファンの間で特に人気が高い。

### 2017—2021年：5つのアルバム
2017年にアルバム『Пик（ピーク）』がリリースされる。アルバム収録曲「Уставшие люди（疲れた人々）」はテレビ局MuzzOneで放送され、これについては番組「BackStage Media Academy」のインタビューでも語られている。
2018年にはアルバム『Прорвёмся（突破しよう）』がリリースされる。
2019年にはアルバム『Все в твоих руках（すべては君の手の中）』がリリースされる。
2020年9月22日、ミュージックビデオ『Холодный как лед（氷のように冷たい）』が公開される。監督および撮影は、Little Bigの創設者の一人であり、YouTubeで数百万再生を記録する挑発的な映像で知られるアリーナ・パゾクが担当した。
2020年3月3日には、アルバム『Раньше было по другому（以前とは違っていた）』がリリースされ、多数のコラボレーショントラックが収録されている。
2021年4月には、ニザムの6枚目となるソロ・アルバム『Белладонна（ベラドンナ）』が発表された。

### 2022—2024年：カムバック
2022年6月には、Molodoi Raとのコラボレーションによる新シングル『Вечное сияние（永遠の輝き）』がリリースされる。
2022年8月には、新たなシングル『Сверхгигант（超巨星）』がリリースされる。
2023年4月に、新しいシングル『Две тысячи масок（2,000のマスク）』がリリースされる。また、同楽曲のミュージックビデオも公開された。
2023年11月には、ニザムは新しいアルバム『Левиафан（リヴァイアサン）』をリリースした。この作品にはSDやThis Blindが参加している。
2024年6月6日、ニザムは書籍『Низам DRedd. Стихи（ニザム DRedd. 詩集）』を出版した。この文学プロジェクトは、ラッパーとしての彼の楽曲の歌詞をもとに構成された詩集であり、感情的かつ芸術的な内容を強調するイラストが添えられている。
2024年4月5日には、新曲『Святая вера（聖なる信仰）』がロシアのラッパー bllack-santaとの共演でリリースされた。
2024年6月1日にはシングル『Завтра уже поздно（明日ではもう遅い）』がリリースされた。
2024年10月15日、シングル『Прекрасное далёко（美しき遠い未来）』がリリースされた。この曲は、SLOVO：カザフスタンに参加し、Jah KhalibやLiiliに楽曲を提供したことでも知られるバトルMC・AlvinTodayとの共作である。
2024年11月1日には、新シングル『Только Бог нас осудит（我々を裁くのは神だけ）』がリリースされた。
2024年11月15日には、シングル『Высота（高み）』がリリースされた。

### 2025年〜現在
2025年1月1日、ドイツ出身のラッパー K.R.A.とのコラボレーションによる新しいシングル『Уставший зритель（疲れた観客）』がリリースされた。このリリースは特に注目を集めた。なぜなら、K.R.A.が最後のアルバムを発表して以来、ファンは彼の新作を長らく待ち望んでいたからである。
2025年4月12日には、新シングル『Война, Мор, Голод, Смерть（戦争、疫病、飢餓、死）』がリリースされた。
2025年5月1日、新しいシングル『В глазах смотрящего（見る者の目に）』がリリースされた

### YouTubeチャンネルの歴史
ニザムは2019年11月、30歳のときに「MNC Motivation」という名前で自身のYouTubeチャンネルを開設した。当初はモチベーション系の動画を投稿していたが、視聴数は伸びなかった。しかし、2020年に公開された動画「人生は短い（Жизнь коротка）」が数百万回再生され、注目を集めた。2022年には登録者数10万人を突破し、銀のクリエイターアワードを受賞した。2025年時点で、チャンネル登録者数は304,000人を超え、総再生回数は6,300万回以上に達している。

### 私生活
2018年10月5日、ニザムとその妻マディナの間に息子アトラントが誕生した。2019年にはアカン・サタエフ監督の映画『大草原の夜明け』に出演し、羊飼いの息子役を演じた。

## ディスコグラフィー

### スタジオ・アルバム
| タイトル                                         | 詳細 |
| 『リハビリテーション（Реабилитация）』           | - リリース日：2015年1月1日 - フォーマット：デジタルダウンロード、ストリーミング配信 - レーベル：Almaty Legion  |
| 『ピーク（Пик）』                                | - リリース日：2017年12月2日 - フォーマット：デジタルダウンロード、ストリーミング配信 - レーベル：Almaty Legion |
| 『突破しよう（Прорвёмся）』                      | - リリース日：2018年4月2日 - フォーマット：デジタルダウンロード、ストリーミング配信 - レーベル：Almaty Legion  |
| 『すべては君の手の中（Все в твоих руках）』      | - リリース日：2019年3月14日 - フォーマット：デジタルダウンロード、ストリーミング配信 - レーベル：Almaty Legion |
| 『以前とは違っていた（Раньше было по другому）』 | - リリース日：2020年3月3日 - フォーマット：デジタルダウンロード、ストリーミング配信 - レーベル：Almaty Legion  |
| 『ベラドンナ（Белладонна）』                     | - リリース日：2021年1月4日 - フォーマット：デジタルダウンロード、ストリーミング配信 - レーベル：Almaty Legion  |
| 『リヴァイアサン（Левиафан）』                   | - リリース日：2023年1月11日 - フォーマット：デジタルダウンロード、ストリーミング配信 - レーベル：Almaty Legion |

| - 2012年 — 『コロニザーツィヤ（植民化）』 - 2011年 — 『都市（Города）』（feat. BriZ） - 2020年 — 『私は見た（Я Видел）』（feat. Вова PRIME） - 2022年 — 『永遠の輝き（Вечное сияние）』（feat. Molodoi Ra） - 2022年 — 『超巨星（Сверхгигант）』 - 2023年 — 『2,000のマスク（Две тысячи масок）』 - 2023年 — 『天国の1秒前（Секунда до рая）』 - 2023年 — 『忘れられた人々（Забытые люди）』 - 2024年 — 『人生（Жизнь）』（feat. This Blind） - 2024年 — 『聖なる信仰（Святая Вера）』（feat. bllack-santa） - 2024年 — 『明日ではもう遅い（Завтра уже поздно）』 - 2024年 — 『我々を裁くのは神だけ（Только Бог нас осудит）』 - 2024年 — 『高み（Высота）』 - 2025年 — 『疲れた観客（Уставший зритель）』（feat. K.R.A.） - 2025年 — 『戦争、疫病、飢餓、死（Война, Мор, Голод, Смерть）』 - 2025年 — 『見る者の目に（В глазах смотрящего）』 | 参加作品 - 2017年 — 『BOOK ONE』（MORRALLESのアルバム） |

## 著作
- 2024年 — 『ニザム DRedd 詩集：ベストセレクション』

## 受賞歴とノミネート
| 年   | 賞                                                 | ノミネート内容                     | 結果       |
| ---- | -------------------------------------------------- | ---------------------------------- | ---------- |
| 2015 | ユーラシア音楽賞「EMA」 / EMA Eurasian Music Award | 「最優秀ヒップホッププロジェクト」 | ノミネート |

## ビデオグラフィー
| 年   | ミュージックビデオ                                        | 監督            | 備考 |
| ---- | --------------------------------------------------------- | --------------- | ---- |
| 2014 | 『手放して、解き放て（Не держи, отпусти）』（This Blind） | M. ニザム       |      |
| 2014 | 『疲れた人々（Уставшие люди）』（This Blind）             | T. クリスティナ |      |
| 2015 | 『かつての私たち（Кем мы были раньше）』                  | T. ソルト       |      |
| 2016 | 『氷のように冷たい（Холодный как лед）』                  | P. アリーナ     |      |
| 2016 | 『ブーメラン（Бумеранг）』（Topsy Kretzzz, ラジエル）     | M. ニザム       |      |
| 2023 | 『2,000のマスク（Две тысячи масок）』                     | T. ソルト       |      |
| 2025 | 『疲れた観客（Уставший зритель）』（K.R.A.）              | M. ニザム       |      |

## レビュー
- prorap.ru：アルバム『リハビリテーション』レビュー
- rap.ru：アルバム『ピーク』レビュー
- artmoskovia.ru：アルバム『リヴァイアサン』レビュー
- hiphop4real.com：アルバム『リヴァイアサン』レビュー
- hiphop4real.com：アルバム『以前とは違っていた』レビュー

## チャートと評価
- シングル『疲れた観客（Уставший зритель）』のリリース後、Bandlinkプラットフォームのリリース人気ページ トップ100で34位にランクイン[70]。

### 映像ソース
- ニザム DRedd とは誰か？: RapNewsによるインタビュー